# Эрманов, Фарход Уразбаевич
Фархо́д Уразба́евич Эрма́нов (узб. Farhod Urazboyevich Ermanov / Фарҳод Ўрозбоевич Эрманов, 30 апреля 1958, Амударьинский район, Каракалпакская АССР, УзССР, СССР) — узбекистанский политический деятель, сенатор, хоким Хорезмской области с 21 апреля 2018 года.

## Биография
Родился 30 апреля 1958 года в Амударьинском районе.
В 1981 году окончил Ташкентский институт инженеров ирригации и механизации сельского хозяйства по специальности «инженер-механик», в 1996 году — Ташкентский государственный экономический университет по специальности экономист.
С 1975 по 1976 гг. — рабочий профилактико-дизенфекционного отделения города Мангита Амударьинского района. 
С 1981 по 1995 гг. — автомеханик, главный инженер, директор хозяйства «Мангит» Амударьинского района.
С 1995 по 1998 гг. — хоким Амударьинского района. С 1998 по 2002 гг. — председатель хозяйства «Мангит» Амударьинского района.
С 2002 по 2004 гг. — первый заместитель хокима Амударьинского района по вопросам сельского и водного хозяйства — начальник управления сельского и водного хозяйства.
С 2004 по 2007 гг. — министр сельского и водного хозяйства Республики Каракалпакстан.
В 2007 году — и. о. хокима Турткульского района.
С 2007 по 2010 гг. — министр сельского и водного хозяйства Республики Каракалпакстан.
С 27 декабря 2009 года — депутат Берунийского районного Кенгаша народных депутатов. Член НДПУ.
Почетное звание «Ўзбекистон Республикасида хизмат кўрсатган қишлоқ хўжалиги ходими» присвоено в 2008 году.
Сенатор, член Комитета верхней палаты парламента по законодательству и судебно-правовым вопросам.
С 2018 года по декабрь 2022 года — хоким Хорезмской области.
С декабря 2022 года — председатель Совета министров Республики Каракалпакстан.